# Skolans inre arbete
Skolans inre arbete, SIA, var en statlig skolutredning i Sverige åren 1970–1974. Dess syfte var bland annat att lösa problemen för de mest svagpresterande eleverna i framförallt grundskolan, och att förbättra skolmiljön. 1976 resulterade utredningen i en proposition, "Om skolans inre arbete m.m." vilken sedermera antogs av riksdagen. SIA-utredningens resultat resulterade bland annat i ett nytt statsbidragssystem för grundskolan med basresurser och förstärkningsresurs, samt samlad skoldag och fritt valt arbete (senare kallat fria aktiviteter). Vidare infördes begreppet åtgärdsprogram, vilket kommit att få en central betydelse i den senaste skollagen (2010:800), samt att SIA-gruppens definitioner av inre och yttre arbete lade grunden för placering i särskilda undervisningsgrupper och undervisning i form av anpassad studiegång.